# Dimítrios Loúndras
Dimítrios Loúndras (en grec moderne : Δημήτριος Λούνδρας), né le 6 septembre 1885 à Athènes et mort le 15 février 1970, est un gymnaste grec.
Avec Ioánnis Mitrópoulos, Fílippos Karvelás et Ioánnis Chrysáfis, il remporte une médaille de bronze lors des Jeux olympiques d'été de 1896 à Athènes, dans l'épreuve par équipe des barres parallèles. 
Âgé de 10 ans et 216 jours lors de la conquête de sa médaille, il est, à ce jour, la plus jeune personne connue à avoir participé aux Jeux olympiques d'été et par conséquent, le plus jeune à être crédité d'une médaille.